# Deneb Algenubi
Deneb Algenubi (auch Dheneb Algenubi; arabisch ذنب الجنوبي, DMG ḏanab al-ǧanūbī ‚südliche Schwanz(flosse)‘) ist die Bezeichnung des Sterns η Ceti (Eta Ceti) im Sternbild Walfisch. Der Stern gehört der Spektralklasse K2 IIIb an, besitzt eine scheinbare Helligkeit von +3,45 mag und ist ca. 115 Lichtjahre entfernt. Anderer Name: Algenudi.